# مسلط 2: اللعنة
مُسَلَّط 2: اللعنة (بالتركية: Musallat 2: Lanet) هو فيلم رعب تركي من إخراج ألبير ميستشي سنة 2011، وهو الجزء الثاني من فيلم مُسَلَّط.

## القصة
إليف "Elif" شابة نشأت في أسرة ثرية، كل شيء يجري في حياتها بتنظيم، حتى بدأت في سماع أصوات، تليها كوابيس غريبة، فتصبح مقتنعة بأنها تحت تأثير من عالم آخر.
ومن أجل التغلب على هذا عليها أن تبحث في ماضيها جيداً وتكشف عن أصلها الحقيقي، وأثناء ذلك تواجه حقائق مروعة عن طفولتها وولادتها.

## روابط خارجية
- مسلط 2: اللعنة على موقع IMDb (الإنجليزية)
- مسلط 2: اللعنة على موقع ألو سيني (الفرنسية)
- مسلط 2: اللعنة على موقع أول موفي (الإنجليزية)
- مسلط 2: اللعنة على موقع قاعدة بيانات الفيلم (الإنجليزية)
- مسلط 2: اللعنة على موقع ليتربوكسد (الإنجليزية)
- مسلط 2: اللعنة على موقع كينوبويسك (الروسية)